# Astronomisches Observatorium Yunnan
Das Astronomische Observatorium Yunnan (chinesisch 雲南天文台 / 云南天文台, Pinyin Yúnnán Tiānwéntái, englisch Yunnan Observatories, kurz: YNAO) ist eine Sternwarte der Chinesischen Akademie der Wissenschaften auf dem Phönixberg (凤凰山) in der Einwohnergemeinschaft Yangfangwang des Straßenviertels Jinma im Bezirk Guandu am östlichen Stadtrand von Kunming, Provinz Yunnan, China. Die Einrichtung ging im Jahr 1938 aus der Sternwarte am purpurnen Berg bei Nanjing hervor. Direktorin des Observatoriums ist seit dem 11. Juli 2023 die Doppelstern-Spezialistin Chen Xuefei (陈雪飞).

## Geschichte
Nach dem Zwischenfall an der Marco-Polo-Brücke am 7. Juli 1937 und der am 13. August 1937 begonnenen Schlacht um Shanghai beschloss die Academia Sinica, das damalige Institut für Astronomie auf dem purpurnen Berg bei Nanjing (中央研究院天文研究所, heute „Sternwarte am purpurnen Berg“) zu evakuieren. Am 23. August 1937 verließen alle Wissenschaftler und Angestellten unter der Führung von Direktor Yu Qingsong (余青松, 1897–1978) unter Mitnahme einiger Geräte, Akten, Fotoplatten etc. die Stadt und begaben sich zunächst nach Changsha in der Provinz Hunan. Dies war eine kluge Entscheidung; im Dezember 1937 wurde die Sternwarte in Nanjing während der Bombardierung der Stadt durch die Kaiserlich Japanischen Luftstreitkräfte fast völlig zerstört. Als die Japaner den Jangtse entlang nach Westen drängten und Changsha bedrohten, zogen die Astronomen weiter nach Guilin in der Provinz Guangxi, um sich schließlich, ebenso wie die Vereinigte Südwest-Universität, in Kunming niederzulassen.
Nach der Ankunft in Kunming im Frühjahr 1938 stellte Yu fest, dass die Stadt durch ihre Höhenlage und dünne Luft – der Dian-Chi-See am südwestlichen Stadtrand liegt 1886,5 m über dem Meeresspiegel – sowie das milde Klima mit geringer Bewölkung und sternklaren Nächten für astronomische Beobachtungen außerordentlich gut geeignet war. So entschloss er sich, für die Dauer des Krieges in Kunming ein astronomisches Observatorium aufzubauen, um die Forschung in China nicht zum Erliegen kommen zu lassen. Nach langen Bergwanderungen in der Umgebung der Stadt wählte er schließlich den mehr als 2000 m hohen Phönixberg – von der Kunming-Ebene aus gesehen eher ein Hügel – am östlichen Stadtrand als Standort aus. Zusammen mit den Angestellten der Nanjinger Sternwarte erstellte er eine genaue topographische Karte des Hügels und zeichnete Pläne für die Gebäude. Mit der Bauausführung beauftragte er die aus Shanghai nach Kunming verlagerte Baufirma Lu Gen Ji (陆根记营造厂), damals die berühmteste Baufirma Chinas.
Im Herbst 1938 fand der erste Spatenstich statt, im Frühjahr 1939 die Einweihung. Damals hatte die zunächst „Observatorium auf dem Phönixberg zu Kunming“ (昆明凤凰山天文台) genannte Einrichtung vier Gebäude:
- Gebäude 1: Büro, Blinkkomparator-Raum für die Suche nach veränderlichen Sternen, Sonnenspektrometer-Raum, Bücherei,

- Gebäude 2: Meridiankreis,

- Gebäude 3: Angestellten-Wohnheim,

- Gebäude 4: Besucher-Wohnheim, Küche.

Wie schon in Nanjing befasste man sich auf dem Phönixberg primär mit Sonnenbeobachtung. 1940 wurde die Beobachtung der Chromosphäre wieder aufgenommen, und am 30. Juni 1941 brach man zu einer unter den Kriegsbedingungen äußerst schwierigen Expedition nach Lanzhou auf, um dort die totale Sonnenfinsternis am 21. September zur Beobachtung der Sonnenkorona zu nutzen.
In jenem Jahr gab Yu Qingsong den Direktorposten auf, um sich in Guilin und Chongqing der Entwicklung optischer Instrumente zu widmen. Die Leitung des Observatoriums übernahm zunächst Zhang Yuzhe (张钰哲, 1902–1986), dann ab 1946 Wang Shikui (王士魁, 1904–1969), Professor an der Yunnan-Universität. Von 1946 bis 1950 wurde die nun der Einfachheit halber nur noch „Observatorium auf dem Phönixberg“ (凤凰山天文台, Pinyin Fènghuángshān Tiānwéntái) genannte Einrichtung vom Astronomischen Institut der Academia Sinica (中央研究院天文研究所) und der Yunnan-Universität gemeinsam betrieben, nach der Gründung der Volksrepublik China von 1950 bis 1958 von der Yunnan-Universität gemeinsam mit der wieder aufgebauten Sternwarte am purpurnen Berg bei Nanjing. Ab 1951 hieß die Einrichtung auf Anordnung der Chinesischen Akademie der Wissenschaften „Astronomische Station Kunming der Sternwarte am purpurnen Berg“ (紫金山天文台昆明天文工作站).
Im Jahr 1962, also zwei Jahre nach dem Bruch mit der Sowjetunion und dem Ende der Unterstützung des Sputnik-Programms bzw. drei Jahre vor dem Beginn des „Projekts 651“ für einen eigenen chinesischen Satelliten, begann man auf dem Phönixberg Personal für die optische Bahnverfolgung von Satelliten auszubilden. Zwei Jahre später, 1964, wurden mehrere Teleskope für Zwecke der Satellitenbeobachtung umgebaut. Im Jahr 1974, im Zusammenhang mit dem „Bahnbrecher“-Projekt, erwarb man eine Satellitenkamera aus Deutschland, um besagte Aufklärungssatelliten besser im Auge behalten zu können; die sichere Rückführung der Bahnbrecher-Satelliten war ausgesprochen schwierig.

## Sonnenbeobachtungsstation am Fuxian-See
Schon 1959 hatte man in Kunming darüber diskutiert, an einem zweiten Standort in Yunnan ein eigenes Sonnenobservatorium einzurichten. Diese Pläne wurden jedoch zunächst zurückgestellt und man erweiterte stattdessen das Observatorium auf dem Phönixberg um ein eigenes Gebäude für das alte Sonnenspektrometer; 1966 wurde auf dem Phönixberg ein weiteres Gebäude für Chromosphären-Beobachtung errichtet. Im Jahr 1982 kam man dann jedoch auf das alte Projekt zurück und begann, Pläne für ein neues Sonnenobservatorium auszuarbeiten. Die Suche nach einem geeigneten Standort gestaltete sich äußerst schwierig und zog sich über mehr als 10 Jahre hin. Schließlich fiel die Wahl auf den Adlerhorst (老鹰地, Pinyin Lǎo Yīng Dì) auf dem Gebiet des Dorfes Yijiu (矣旧村), etwa 60 km südöstlich von Kunming in der Großgemeinde Yousuo (右所镇) des Kreises Chengjiang am Nordostufer des Fuxian-Sees, Yuxi.
Dort beträgt die tatsächliche Sonnenscheindauer etwa 2200 Stunden pro Jahr.
Im Jahr 2000 begann das Observatorium Kunming mit der Entwicklung eines Vakuumteleskops mit 1 m Durchmesser, mit dem vor allem im Infrarot-Bereich die feinen Strukturen der Sonne, sowohl in der Photosphäre als auch in der Chromosphäre, mit hoher Auflösung beobachtet werden sollten. Nachdem die Sonnenbeobachtungsstation am Fuxian-See (抚仙湖太阳观测站, Pinyin Fǔxiān Hú Tàiyáng Guāncè Zhàn) 2005 von der Staatlichen Kommission für Entwicklung und Reform genehmigt worden war, begann man die einzelnen Bauteile in Russland, Nanjing und vor Ort in Kunming herstellen zu lassen, für einen Gesamtbetrag von etwa 15 Millionen Yuan (von der Kaufkraft her etwa 15 Millionen Euro).
Mitte 2008 fand der erste Spatenstich für das größte Sonnenobservatorium Asiens statt. Am 30. Juni 2009 begann man mit dem Bau des Turms für das Vakuumteleskop. Im August 2010 waren alle Hilfssysteme installiert, und am 1. September 2010 wurde der erste Sonnenfleck fotografiert. Der reguläre Beobachtungsbetrieb mit dem zunächst als Yunnan Solar Telescope (YNST) bekannten, dann in New Vacuum Solar Telescope (NVST) umbenannten Teleskop begann im Juni 2011.
Auf dem Dach eines separaten Gebäudes befindet sich, ebenfalls seit 2011, der von der Universität Nanjing betriebene Optical and Near-Infrared Solar Eruption Tracer (ONSET), der aus vier parallel angeordneten Vakuumteleskopen zur Beobachtung von Sonneneruptionen und koronalen Massenauswürfen besteht:
- Teleskop mit einer Apertur von 27,5 cm für Beobachtungen der unteren Korona bei 1083 nm (nahes Infrarot),
- Teleskop mit einer Apertur von 27,5 cm für Beobachtungen der Chromosphäre bei 656 nm (H-alpha),
- Teleskop mit einer Apertur von 20 cm für Beobachtungen der Photosphäre bei 360 und 425 nm (weißes Licht),
- Teleskop mit einer Apertur von 14 cm als Leitfernrohr.[15]

## Astronomische Beobachtungsstation Lijiang
Im Jahr 1972 wurde die Astronomische Station Kunming aus dem Verbund mit Nanjing herausgelöst und in „Astronomisches Observatorium Yunnan der Chinesischen Akademie der Wissenschaften“ (中国科学院云南天文台, Pinyin Zhōngguó Kēxuéyuàn Yúnnán Tiānwéntái) umbenannt. Von der englischen Bezeichnung „Yunnan Astronomical Observatory“ leitet sich die offizielle Abkürzung YNAO ab, die aus juristischen Gründen bis heute beibehalten wurde, obwohl es unter dem Dach der Hauptverwaltung in Kunming mittlerweile drei Observatorien gibt, weswegen die englische Langform in „Yunnan Observatories“ geändert wurde (bei der chinesischen Bezeichnung war aus grammatikalischen Gründen keine Änderung nötig).
Schon damals hatte man über einen weiteren Standort nachgedacht, an dem ein optisches Teleskop mit großer Apertur installiert werden sollte.
Wie bei der Sonnenbeobachtungsstation in Yuxi zog sich das Projekt über mehrere Jahrzehnte hin. In den 1970er und 1980er Jahren favorisierte man zunächst Standorte in Binchuan, Bezirk Dali, und Luquan bei Kunming. Nachdem das Projekt einige Jahre geruht hatte, stellte das Observatorium Kunming im Januar 1992 erneut eine Arbeitsgruppe für die Standortwahl zusammen, die sich bei der Vorauswahl auf das eher trockene, d. h. wolkenarme West-Yunnan (滇西, Pinyin Diān Xī) konzentrierte. Am Ende blieben vier Orte als Kandidaten: Yao’an im Bezirk Chuxiong sowie Yongsheng, Ninglang und Yulong im Bezirk Lijiang. Man fuhr in zufällig ausgewählter Reihenfolge zu den einzelnen Orten und machte dort mit tragbaren Fernrohren astronomische Beobachtungen. Nach zehn Runden kam die Arbeitsgruppe zu dem Ergebnis, dass Gaomeigu (高美古村) auf dem Gebiet des Verwaltungsdorfs Tianhong (天红村), Gemeinde Tai’an (太安乡) im Kreis Yulong als Standort für das neue Observatorium am besten geeignet sei.
„Gao mei gu“ bedeutet in der Sprache der örtlichen Naxi-Ethnie „Ort, der höher als der Himmel ist“; der Standort des Observatoriums liegt 3193 m über dem Meeresspiegel, im Durchschnitt sind dort an 254 Tagen im Jahr die Nächte wolkenlos, dazu noch, 30 km von der Kreisstadt Yulong entfernt, ohne Störlicht von Straßenlampen. Um jedoch absolut sicher zu gehen, begann das Observatorium Kunming im Juli 1994 eine dreijährige Wetterbeobachtungsphase in Gaomeigu. Anhand der hierbei gesammelten Daten über Wolkenmenge, Luftunruhe (d. h. Seeing), Nachthimmellicht, Extinktion etc. befand auch die Projektprüfgruppe der Akademie der Wissenschaften (中国科学院验收组, Pinyin Zhōngguó Kēxuéyuàn Yànshōuzǔ) im April 1998, dass Gaomeigu ein hervorragender Standort für ein Observatorium im Süden Chinas sei. 
Am 29. September 2003 fand der erste Spatenstich für das neue Observatorium statt. Zunächst wurde ein Gebäude mit Kuppel für das geplante 2,4-m-Teleskop errichtet, ein Gebäude für die Belüftung und Klimaanlage (die Durchschnittstemperatur in Gaomeigu liegt bei 7 °C), ein Beschichtungsgebäude, ein Gebäude für die wissenschaftliche Forschung und ein Wohnheim für die Astronomen. Das allein kostete schon 30 Millionen Yuan. Dazu kam dann noch das eigentliche Spiegelteleskop, entworfen und gebaut von der britischen Telescope Technologies Limited, einem ausgegliederten Unternehmen der Liverpool John Moores University, das in Pfund zu bezahlen war und die Gesamtkosten für die Astronomische Beobachtungsstation Lijiang (丽江天文观测站, Pinyin Lìjiāng Tiānwén Guāncè Zhàn, internationaler Code O44) auf 68 Millionen Yuan trieb.
Mit einem Spiegeldurchmesser von exakt 2,45 m war dies seinerzeit das weltweit größte vollautomatische und robotergesteuerte Teleskop, das Objekte nicht nur selbstständig über lange Zeiträume verfolgen konnte, sondern sich auch per Fernsteuerung in Sekundenschnelle auf neue Ziele einschwenken ließ. Im Februar 2005 waren die Gebäude fertiggestellt, im Oktober 2005 begann man das Teleskop zu installieren, und im Mai 2007 wurde es von Li Yan (李焱, *1963), dem damaligen Direktor der Yunnaner Observatorien, feierlich eingeweiht.
Außerdem besitzt die seit Mai 2008 für auswärtige Astronomen geöffnete Beobachtungsstation ein 1,8-m-Spiegelteleskop, auf das im September 2009 eine aus 127 Elementen bestehende adaptive Optik montiert wurde, sowie ein ferngesteuertes 60-cm-Teleskop.
In einem weiteren Schritt arbeitete das Institut für Optik und Elektronik der Chinesischen Akademie der Wissenschaften in Chengdu zusammen mit dem Forschungszentrum für Laserphysik und -technik am Technischen Institut für Physik und Chemie der Akademie in Peking und den Nationalen Astronomischen Observatorien der Chinesischen Akademie der Wissenschaften seit Ende 2012 an der Entwicklung einer adaptiven Optik mit einem Natrium-Laserleitstern, also einem durch einen Laserstrahl mit der Wellenlänge der Natrium-D-Linie erzeugten Lichtpunkt in der Natriumschicht der Atmosphäre in 90 km Höhe, der der adaptiven Optik die Korrektur der Luftunruhe ermöglicht. Im Jahr 2013 wurde das System auf das 1,8-m-Teleskop montiert, und am 25. Januar 2014 wurde damit der erste Stern fotografiert.
Da das Teleskop sehr genau ausgerichtet werden kann, wurde es 2016, ähnlich wie das 1,2-m-Teleskop in Nanshan, Xinjiang, für Quantenkommunikation ausgebaut, um die verschränkten Photonen zu empfangen, die der eine direkte Sichtverbindung benötigende Satellit Micius zur Erde sandte.

## 40-m-Radioteleskop Kunming

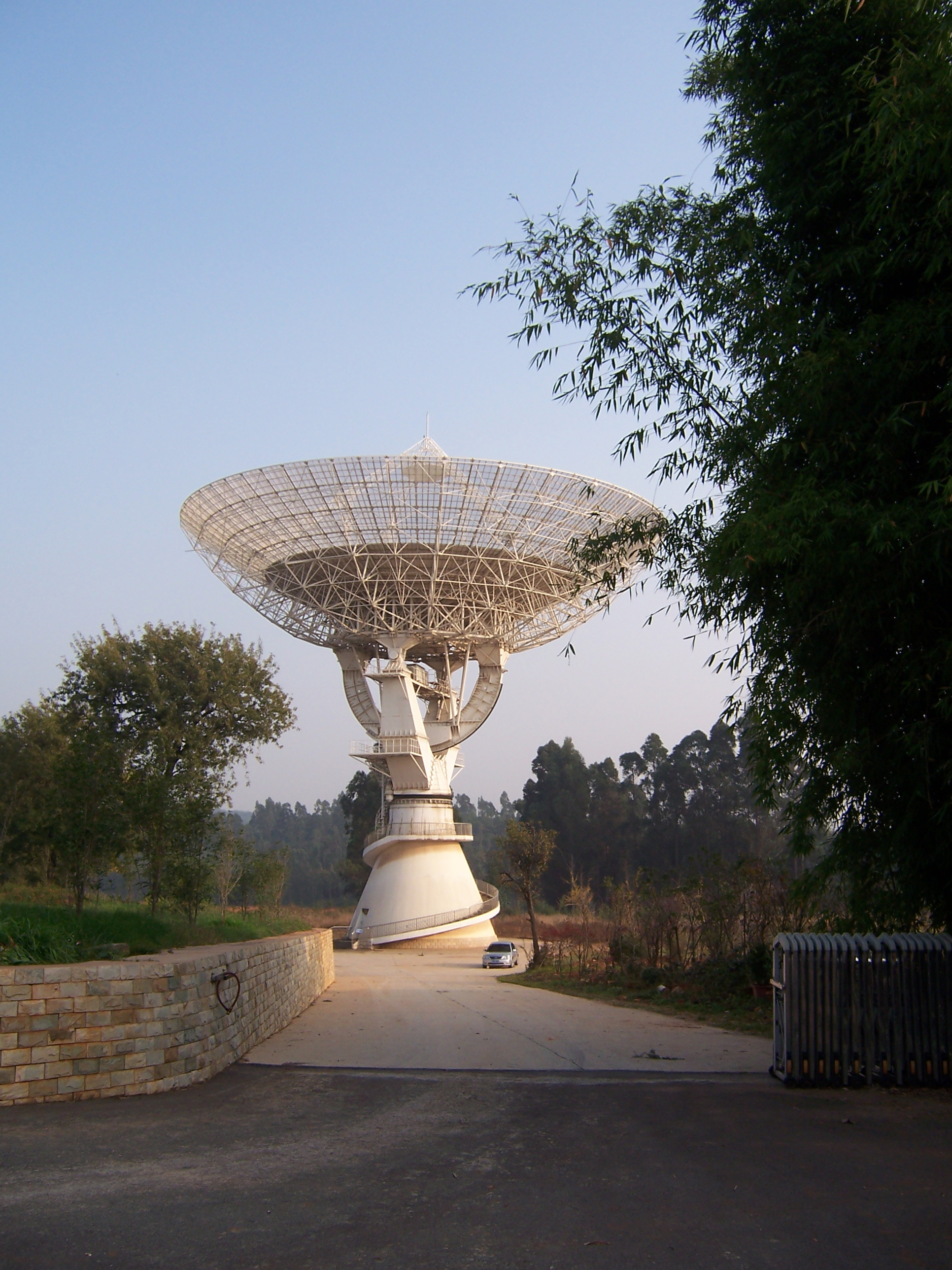
Das 40-m-Teleskop auf dem Phönixberg bei Kunming

China besaß mit den 25-m-Radioteleskopen in Sheshan bei Shanghai und Nanshan südlich von Ürümqi zwar schon seit 1986 bzw. 1993 zwei Großteleskope, aber für das Mondprogramm der Volksrepublik China wurden noch zwei weitere derartige Teleskope benötigt, um ein zuverlässiges VLBI-Netzwerk zur Überwachung und Steuerung der Monsonden aufbauen zu können. Als Standorte hierfür wurden Kunming und Miyun bei Peking gewählt. Während der Prototyp des Orbiters Chang’e 1 im Jahr 2005 seine ersten Tests durchlief, begann man gleichzeitig in Kunming und Miyun mit dem Bau der Radioteleskope. Das 40-m-Teleskop für Kunming war von den Nationalen Astronomischen Observatorien der Chinesischen Akademie der Wissenschaften gemeinsam mit dem 39. Forschungsinstitut der China Electronics Technology Group Corporation entwickelt und gebaut worden, das damals der Abteilung für elektronische Kampfführung des Generalstabs unterstand (seit dem 1. Januar 2016 der Strategischen Kampfunterstützungstruppe der Volksbefreiungsarmee). Im August 2005 fand die Grundsteinlegung statt, und kaum ein Jahr später, im Mai 2006, war das Teleskop einsatzbereit. Seine Hauptaufgabe war, die von den Mondsonden zur Erde gesandten wissenschaftlichen Daten zu empfangen und im VLBI-Subsystem des Chinesischen Tiefraum-Netzwerks an der präzisen Flugbahnüberwachung mitzuwirken.
Der Parabolspiegel der 360 t schweren Antenne in Cassegrain-Bauform ist in seinem inneren Teil, bis zu einem Durchmesser von 26 m, aus 208 einzelnen Blechen aus einer Aluminiumlegierung zusammengesetzt, daran anschließend, bis zum vollen Durchmesser von 40 m, aus 256 Gitterelementen aus rostfreiem Stahl. Die Antenne arbeitet im S- und X-Band, kann auf 30 Winkelsekunden genau ausgerichtet und mit einer Geschwindigkeit von 1°/s (horizontal) bzw. 0,5°/s (vertikal) geschwenkt werden. Seit dem Start von Chang’e-1 am 24. Oktober 2007 wurde die Antenne bei allen Mondmissionen eingesetzt, und zwar jeweils durchgehend während der gesamten Missionsdauer; ab der Chang’e-3 Mission wurde bei der Bahnverfolgung das Delta-DOR-Verfahren verwendet.
Wenn das Radioteleskop nicht für das Mondprogramm arbeitet, wird es für astronomische Forschung benutzt, vor allem zur Beobachtung von Pulsaren. Außerdem nimmt es, obwohl das Astronomische Observatorium Yunnan bei diesen Organisationen kein Vollmitglied ist, je nach Bedarf am Europäischen VLBI-Netzwerk sowie dem Internationalen VLBI Service für Geodäsie und Astrometrie (IVS) teil.